# Bera Boska
Grusza 'Bera Boska' – odmiana uprawna (kultywar) gruszy należąca do grupy grusz zachodnich. Stara odmiana pochodząca z Francji. Znaleziona jako przypadkowa siewka przez Dr. Van Monsa w Linkebeeke, natomiast nazwę nadano na cześć dyrektora ogrodu botanicznego w Paryżu Louisa Augustina Guillaume Bosc (1759-1828). W Polsce należała dawniej do doboru, obecnie jest rzadko spotykana i tylko w starych sadach.

## Morfologia
Pokrój
Drzewo rośnie średnio silnie. Tworzy koronę wysoką, stożkowatą, średnio zagęszczoną z pędami nieco przewisającymi.
Owoce
Duże, regularne, silnie wydłużone, kształtu butelkowatego. Skórka szarożółta, pokryta cynamonowobrązowym ordzawieniem. Czasami występuje delikatny, brunatny rumieniec. Szypułka długa, średniej grubości, wygięta. Zagłębienie szypułkowe małe lub niezaznaczone. Kielich mały, zamknięty lub półotwarty. Zagłębienie kielichowe płytkie i wąskie. Miąższ żółtawobiały, drobnoziarnisty, masłowy, bardzo soczysty, o cynamonowym aromacie.

## Zastosowanie
Jesienna odmiana deserowa. Odmiana dobra do ogrodów przydomowych w cieplejszych rejonach Polski.
Jest jedną z odmian preferowanych w polskim programie rolnośrodowiskowym mającym na celu ochronę zagrożonych zasobów genetycznych.

## Uprawa
Późno wchodzi w okres owocowania (7-8 rok po posadzeniu), owocuje zwykle corocznie i obficie. Kwitnie późno i długo, jest dobrym zapylaczem dla wielu odmian.

### Podkładka i stanowisko
Jako podkładki zaleca się siewki gruszy kaukaskiej, ponieważ z pigwą zrasta się źle. Wymaga gleb głębokich oraz ciepłych, znosi piaszczyste.

### Zdrowotność
Na mróz mało odporna, na parcha bardzo odporna.

### Zbiór i przechowywanie
Zbiór owoców najczęściej przypada na koniec września lub początek października. Przechowują się około 2 miesięcy, w chłodni do stycznia.